# Municipio de Morristown
El municipio de Morristown (en inglés: Morristown Township) es un municipio ubicado en el condado de Rice en el estado estadounidense de Minnesota. En el año 2010 tenía una población de 697 habitantes y una densidad poblacional de 7,7 personas por km².

## Geografía
El municipio de Morristown se encuentra ubicado en las coordenadas 44°14′44″N 93°28′12″O / 44.24556, -93.47000. Según la Oficina del Censo de los Estados Unidos, el municipio tiene una superficie total de 90.48 km², de la cual 85,1 km² corresponden a tierra firme y (5,95 %) 5,38 km² es agua.

## Demografía
Según el censo de 2010, había 697 personas residiendo en el municipio de Morristown. La densidad de población era de 7,7 hab./km². De los 697 habitantes, el municipio de Morristown estaba compuesto por el 99 % blancos, el 0,29 % eran asiáticos, el 0,57 % eran de otras razas y el 0,14 % eran de una mezcla de razas. Del total de la población el 1,15 % eran hispanos o latinos de cualquier raza.